# PATCO Speedline
PATCO Speedline é o sistema de metro que interliga a região metropolitana das cidades de Filadélfia, no estado da Pensilvânia e Camden no estado de Nova Jérsei.
O início das operações aconteceu em 7 de junho de 1936. Administrado pela "Port Authority Transit Corporation", o sistema funciona as 24 horas do dia.

## Estações
A linha conta com treze paradas.

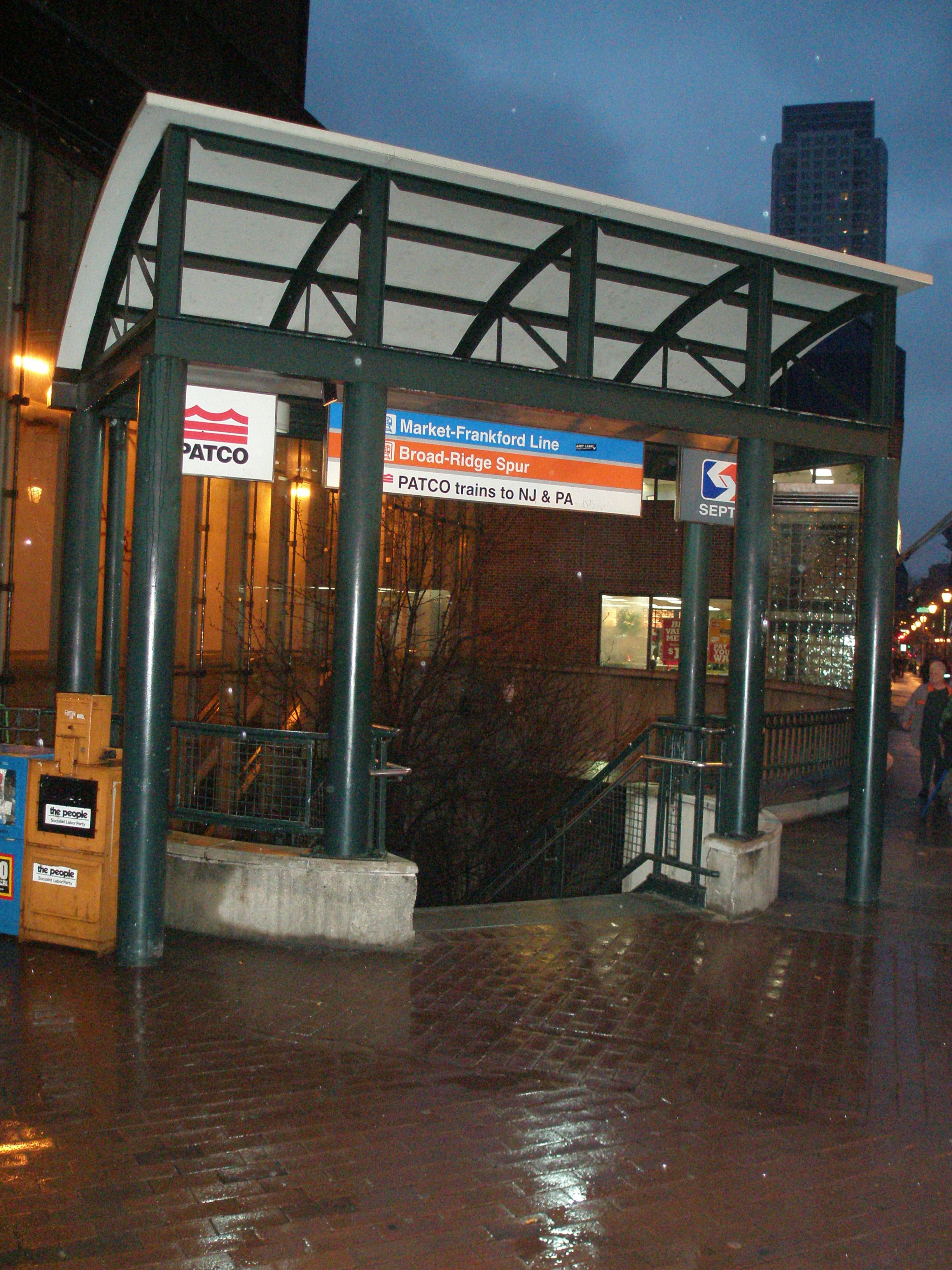
Estação 8th Street

- 15–16th & Locust (Metrô de Filadélfia)
- 12–13th & Locust (Metrô de Filadélfia)
- 9–10th & Locust (Metrô de Filadélfia)
- 8th Street (Metrô de Filadélfia)
- City Hall (Metrô de Filadélfia)
- Walter Rand Transportation Center (Metrô de Filadélfia)
- Ferry Avenue (Metrô de Filadélfia)
- Collingswood (Metrô de Filadélfia)
- Westmont (Metrô de Filadélfia)
- Haddonfield (Metrô de Filadélfia)
- Woodcrest (Metrô de Filadélfia)
- Ashland (Metrô de Filadélfia)
- Lindenwold (Metrô de Filadélfia)